# 徐福镇
徐福镇是中国山东省烟台市龙口市下辖的一个镇。

## 行政区划
徐福镇下辖乡城东村、郑家庄村、埠子后村、乡城西村、南王村、北乡城村、东王村、大王村、秦家村、小邹家村、唐家村、孙家村、北高村、北田村、北李村、港栾村、桑岛村、曲谭村、西南泊村、草泊村、四农村、冯高前村、冯高后村、赵家村、盛家村、儒林庄村、官庄曲家村、洼东霍家村、洼东村、洼南村、洼西村、后田村、柳海村。